# Ibrahim Al Jabin

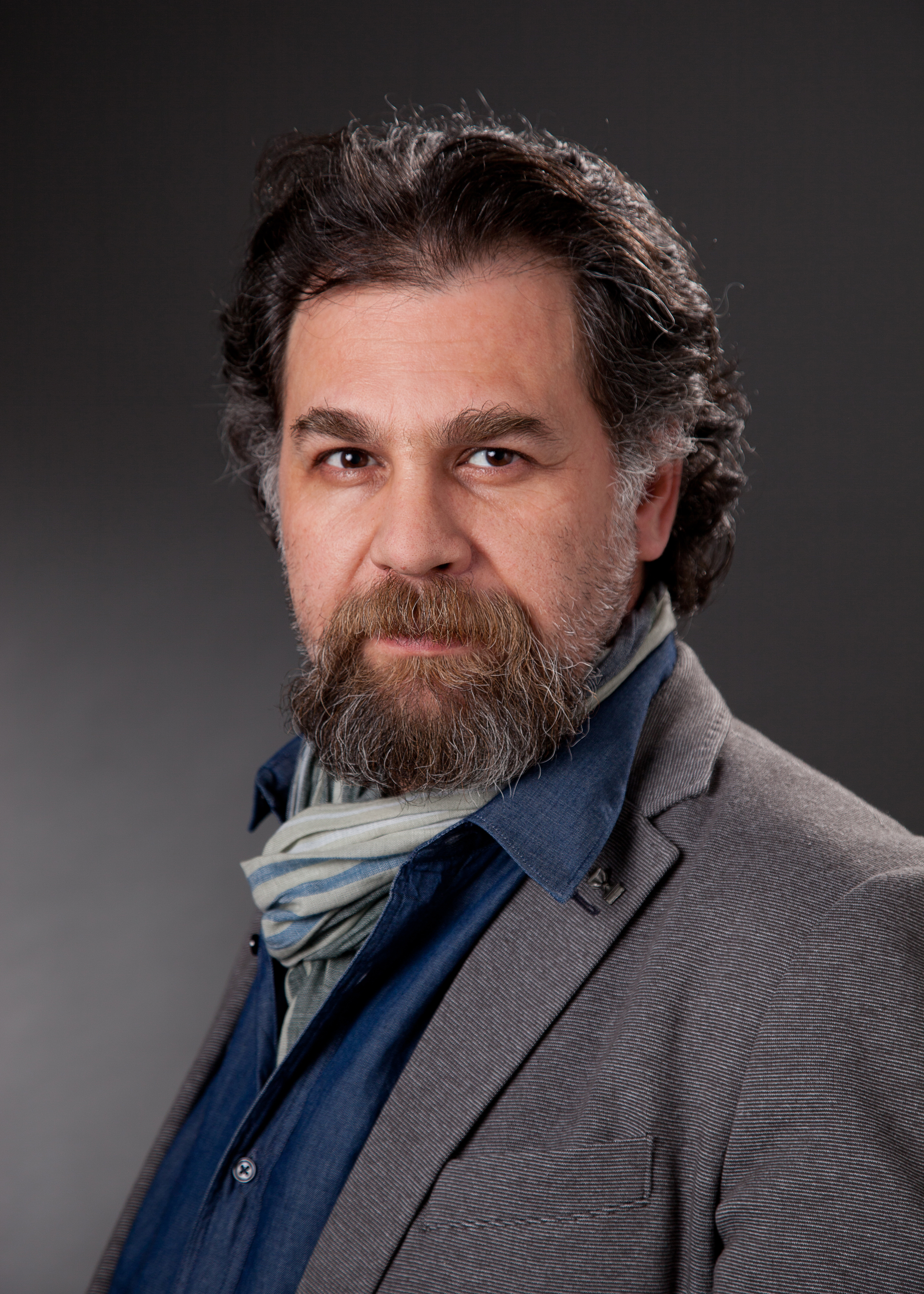
Ibrahim Al Jabinin 2016

Ibrahim Al Jabin (arabisch ابراهيم الجبين, geboren 1971 in Syrien) ist ein syrischer Schriftsteller, Journalist und Fernsehproduzent. Er ist Gewinner des Ibn Battuta Travel Literature Award 2021.

## Leben
Al Jabin wurde 1971 in Syrien geboren und begann dort, seine ersten Bücher zu schreiben. Seine Werke wurden ins Deutsche, Französische und Türkische übersetzt. Auch mit den von ihm produzierten Dokumentarfilmen und Fernsehsendungen erlangte er in kurzer Zeit einen bedeutenden Ruf. Er lebt seit 2011 in Deutschland.
Sein 2016 auf Arabisch erschienener Roman عينعين الشرق بالألمانية wurde 2019 auf Deutsch unter dem Titel Auge des Orients veröffentlicht.

## Romane
- The European Voyage – Fakhri Al Baroudi – Ibn-Battuta-Preis 2021 – (London)
- Un Juif de Damas, übersetzt ins Französische, FARABI KITAP (Istanbul) 2022[9]
- Aljamiado, FARABI KITAP (Istanbul) 2022[10]
- Auge des Orients, Free Pen (Bonn), 2019
- Diary of a Damascene Jew, 2. Auflage, Arabisches Institut (Beirut) 2017
- Orientes Oculus, Arabisches Institut (Beirut) 2016
- Tagebuch eines Damaszener Juden Khotowat (Damaskus) 2007

## Poetische Werke
- „Atme seine Luft für mich“ Alsharq (Damaskus) 2010
- „Braris“ Altaqueen (Damaskus) 2007
- „Tread on Water“ Altaleaa (Damaskus) 2004
- ‚Braris‘ Almostaqbal (Damaskus) 1994

## Studien
- „The European Voyage“ – Fakhri Al Baroudi – Ibn-Battuta-Preis 2021 – (London)[11]
- „Weg in die Republik“ Alqarar – Alalam (Beirut) 2012 „Mohammeds Sprache“, EuroArab Co. (Kopenhagen) 2003

## Fernsehsendungen, Filme
- „Al Qubaysiat“, Dokumentarfilm – Al-Jazeera Channel (Katar), 2021
- „The Spy 88 – Eli Cohen“, Dokumentarfilm – Alaraby TV (London), 2020
- „Abou Al Qaqaa Alsouri“, Dokumentarfilm – Aljazeera Channel (Katar), 2014
- „Road To Damascus“, Talkshow – Orient TV (Dubai), 2012
- „Im Namen des Volkes“, Talkshow – Orient TV (Dubai), 2011
- „Prinz Abdel Kader Aljazairi“, Dokumentarfilm – EU Med. (Damaskus), 2010
- „Unter dem Staub anderer begraben“, Dokumentarfilm – unter der Regie von Ali Safar – Syrer. Nationalkanal (Damaskus), 2010
- „Culture Street“, Talkshow – Alrai TV (Damaskus), 2008
- „Opinion People“, Talkshow – Alrai TV (Damaskus), 2008
- „Osama Bin Laden“, Dokumentarfilm – Regie: Nabil Al-Maleh – Ebla prod. (Damaskus), 2002